# N-332
La N-332 és una carretera de titularitat estatal i és la carretera que uneix diferents localitats del sud-est de la península Ibèrica, discorrent pel litoral del mar Mediterrani. Connecta la província d'Almeria amb Cartagena, Alacant i València. Està projectat la seua reforma per convertir-se en l'
 A-38 .
Inicia el seu recorregut a l'Autovia del Mediterrani  A-7  E-15 a l'eixida 537 junt a la població de Vera, encara en aquest tram que discorre per la província d'Almeria ha estat reanomenada com carretera autonòmica A-332, recorre els municipis de Cuevas del Almanzora i Pulpí fins a arribar a la Regió de Múrcia. El 2007 s'ha inaugurat el tram d'autopista de peatge de l'Autopista del Mediterrani AP-7 E-15 entre Cartagena i Vera, per tant la N-332 va paral·lela a l'Autopista del Mediterrani  A-7  E-15 fins a Torrevella, ja al País Valencià.
La primera població de la Regió de Múrcia és Águilas, continua cap al nord discorrent per les serres del Contar i de les Moreras arribant ja a la població turística de Mazarrón. A continuació s'arriba a la ciutat de Cartagena on es creua amb la A-30 Autovia de Múrcia antiga carretera N-301 que comunica aquesta localitat amb Múrcia i Madrid. Les següents poblacions per les que transita la N-332 són La Unión, Los Alcázares, San Javier i San Pedro del Pinatar.
Continuant cap al nord, s'entra al País Valencià, la N-332 recorre tot el litoral de la província d'Alacant, discorre paral·lela a l'AP-7, travessant poblacions com Torrevella, Santa Pola, l'Altet i la ciutat d'Alacant, enllaçant ací amb diverses carreteres i autovies de titularitat estatal com l'Autovia d'Alacant A-31 (antiga N-330) que comunica la ciutat amb Albacete i Madrid i l'A-7 que comunica amb Múrcia cap al sud i amb València cap al nord. A més a més travessa altres poblacions del sud del país com Sant Joan d'Alacant, la Vila Joiosa, Benidorm, Altea, Calp, Benissa, Ondara, Xàbia i Dénia.
Si se segueix el traçat, s'entra al darrer tram d'aquesta carretera que discorre per la província de València, travessa localitats com Oliva, Gandia, Cullera, Sueca i Sollana on acaba el seu recorregut i enllaça amb l'AP-7 dirigint-se cap a la ciutat de València.

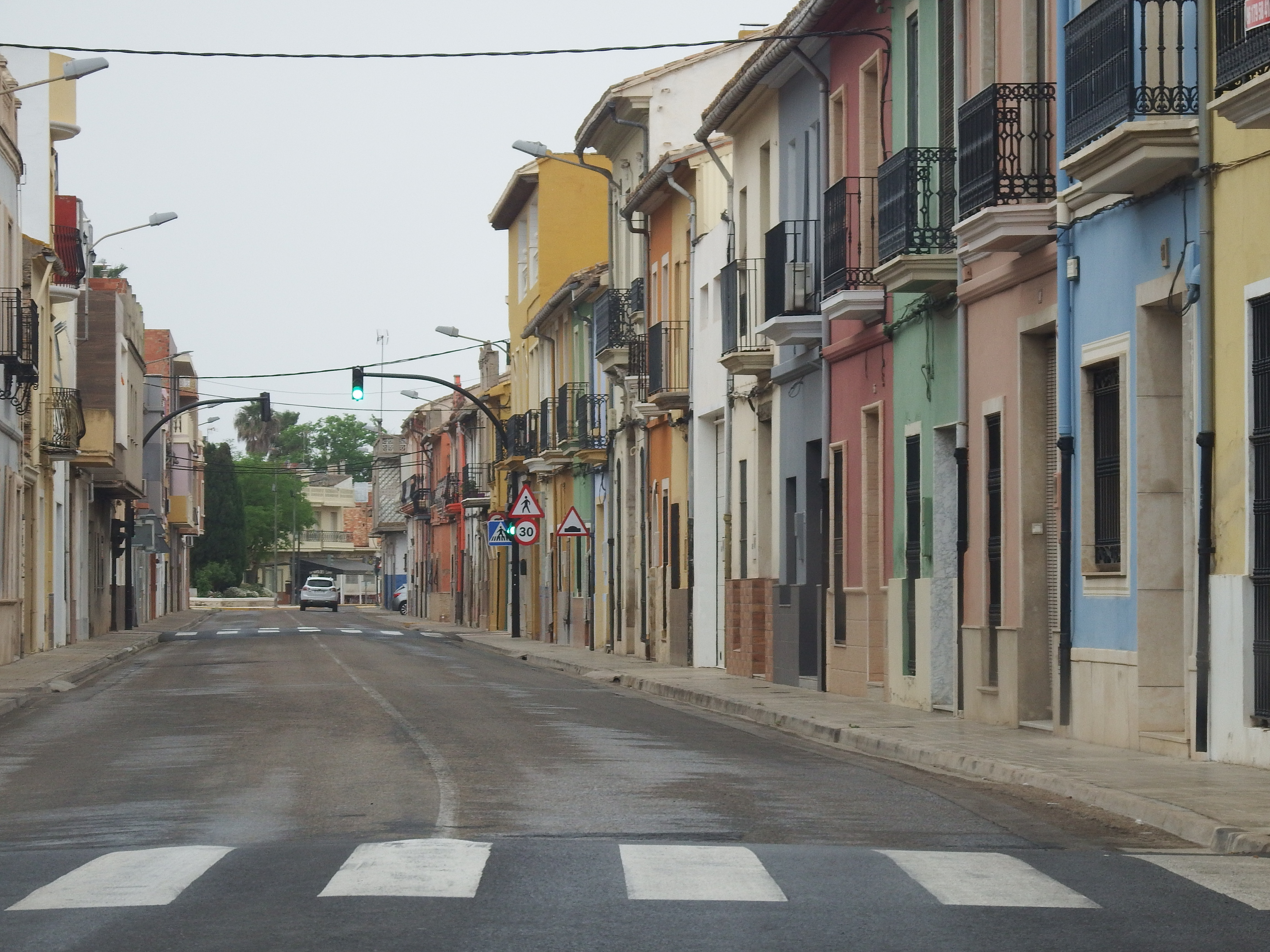
Antic traçat de l'N-332 a Sollana

## Poblacions i enllaços importants
- Vera — AP-7 E-15 i A-7 E-15.
- Cuevas del Almanzora — A-7 E-15 i AP-7 E-15.
- San Juan de los Terreros — A-350 Pulpí.
- Águilas — C-3211 Llorca i AP-7 E-15.
- Mazarrón — MU-603 Totana-Alhama de Murcia i AP-7 E-15.
- Cartagena — A-30, AP-7 E-15, RM-2 MU-602, CT-32 i MU-312.
- La Unión.
- Los Alcázares.
- San Javier-Múrcia — C-3319, AP-7 E-15 i Aeroport de Múrcia-San Javier.
- San Pedro del Pinatar.
- El Pilar de la Foradada.
- Torrevella-Oriola — CV-95 i AP-7 E-15.
- Torrevella-Elx — CV-90.
- Guardamar del Segura-Oriola — CV-91.
- Santa Pola-Elx — CV-865.
- L'Altet-Aeroport d'Alacant — N-338.
- Alacant.
- Sant Joan d'Alacant-Alcoi — N-340.
- El Campello.
- La Vila Joiosa.
- Benidorm-Alcoi — CV-70.
- Altea.
- Calp.
- Benissa.
- Teulada.
- Gata de Gorgos.
- Xàbia — CV-734.
- Ondara-Dénia — CV-725.
- El Verger.
- Oliva.
- Piles.
- Bellreguard.
- Gandia-Xàtiva — CV-60.
- Xeresa.
- Xeraco.
- Tavernes de la Valldigna — CV-50.
- Favara.
- Cullera.
- Sueca.
- Sollana.
- Silla.
- València.